# Edsel Pacer
Edsel Pacer – samochód osobowy klasy luksusowej wyprodukowany pod amerykańską marką Edsel w 1958 roku.  

## Historia i opis modelu

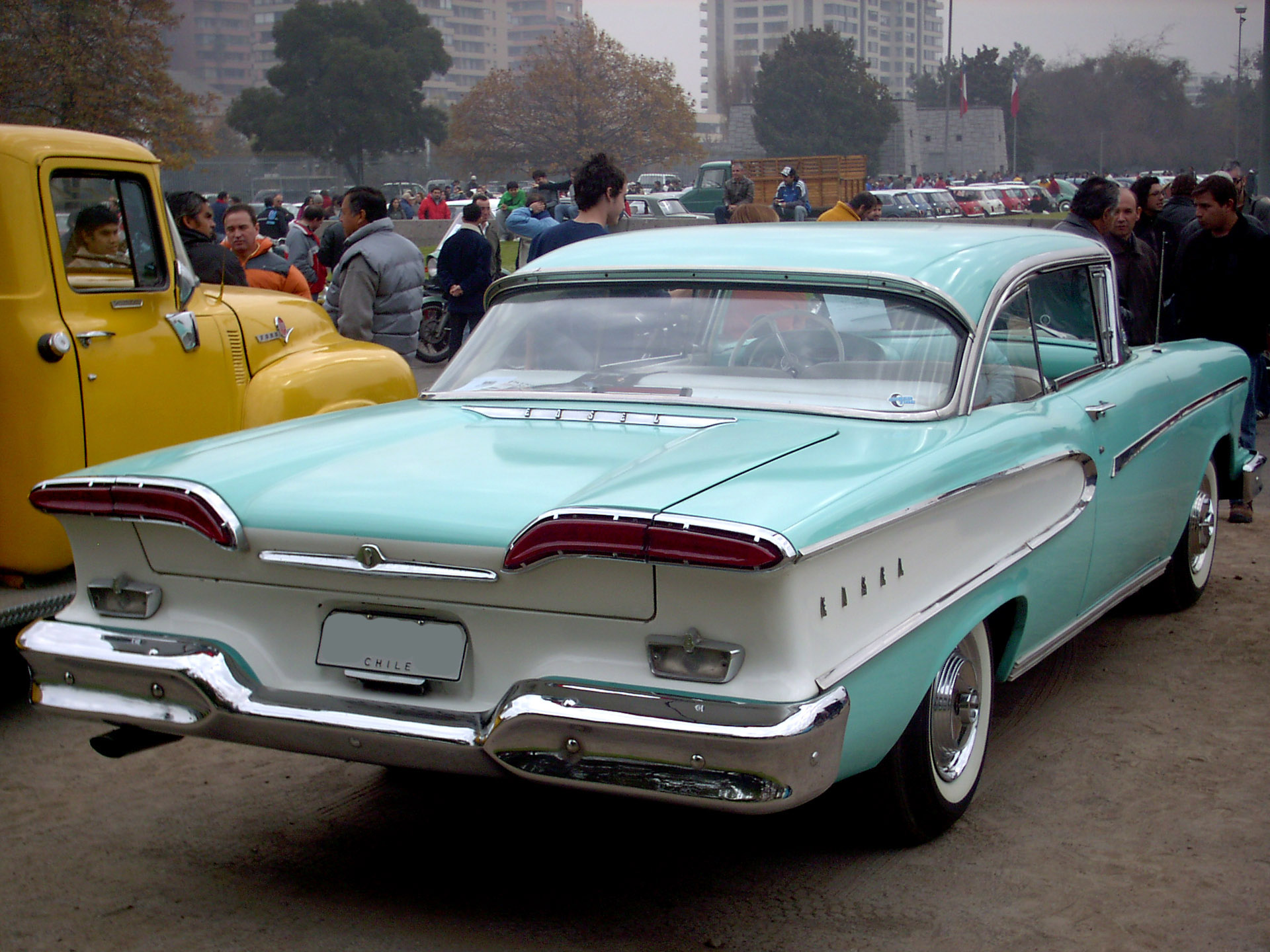
Edsel Pacer - tył

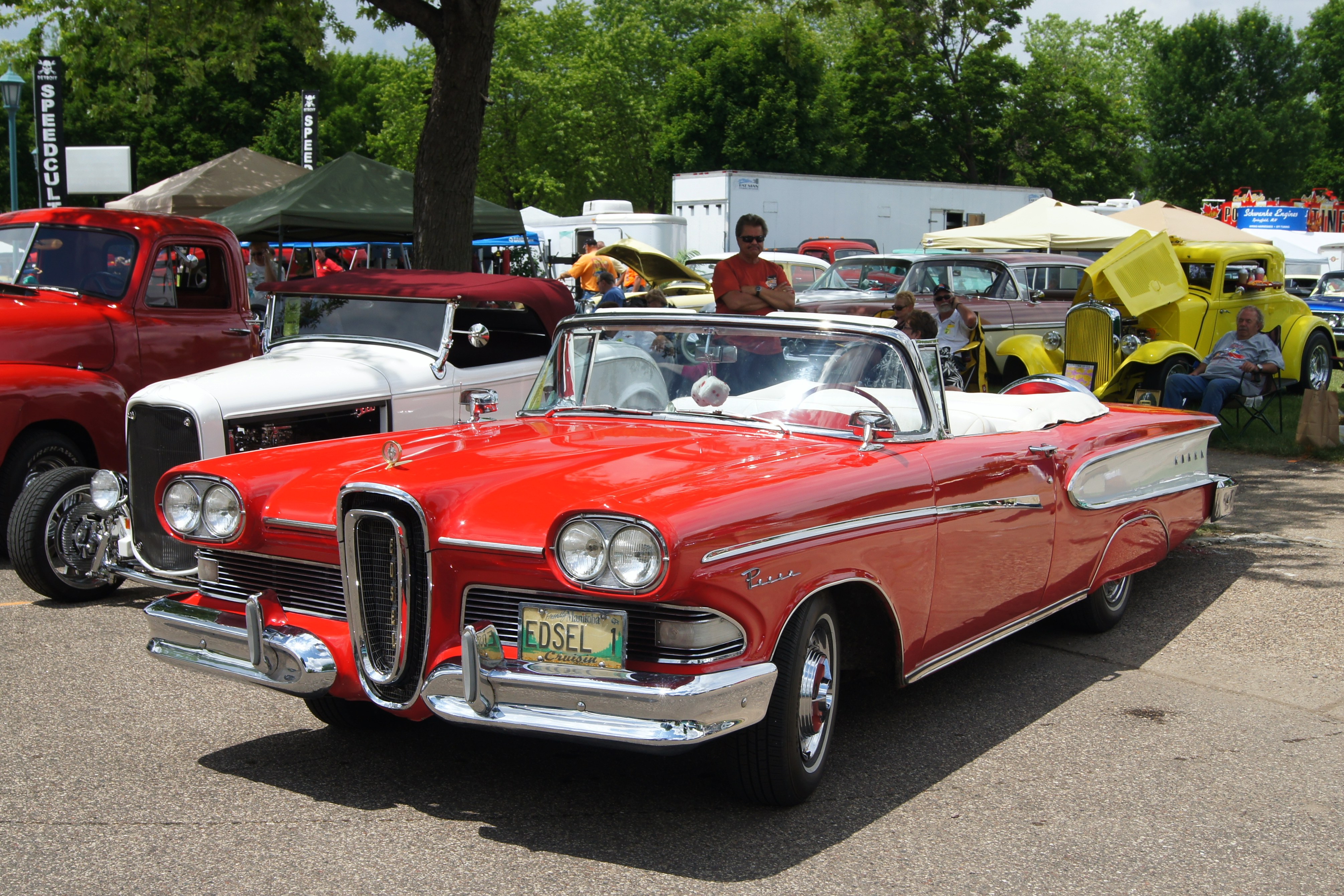
Edsel Pacer Cabriolet

Dostępny jako: 2-drzwiowy hardtop, 2-drzwiowy kabriolet, 4-drzwiowy hardtop oraz 4-drzwiowy sedan. Do napędu używano silników V8 o pojemności 5,9 litra. Moc przenoszona była na oś tylną poprzez 3-biegową automatyczną lub 3-biegową manualną skrzynię biegów. Został zastąpiony przez model Corsair.

### Silnik
- V8 5.9l 307 KM

### Dane techniczne
- V8 5,9 l (5903 cm³), 2 zawory na cylinder, OHV
- Średnica × skok tłoka: 102,80 mm × 88,90 mm
- Stopień sprężania: 10,5:1
- Moc maksymalna: 307 KM (226 kW) przy 4600 obr./min
- Maksymalny moment obrotowy: 543 Nm przy 2800 obr./min